# سربازخانه

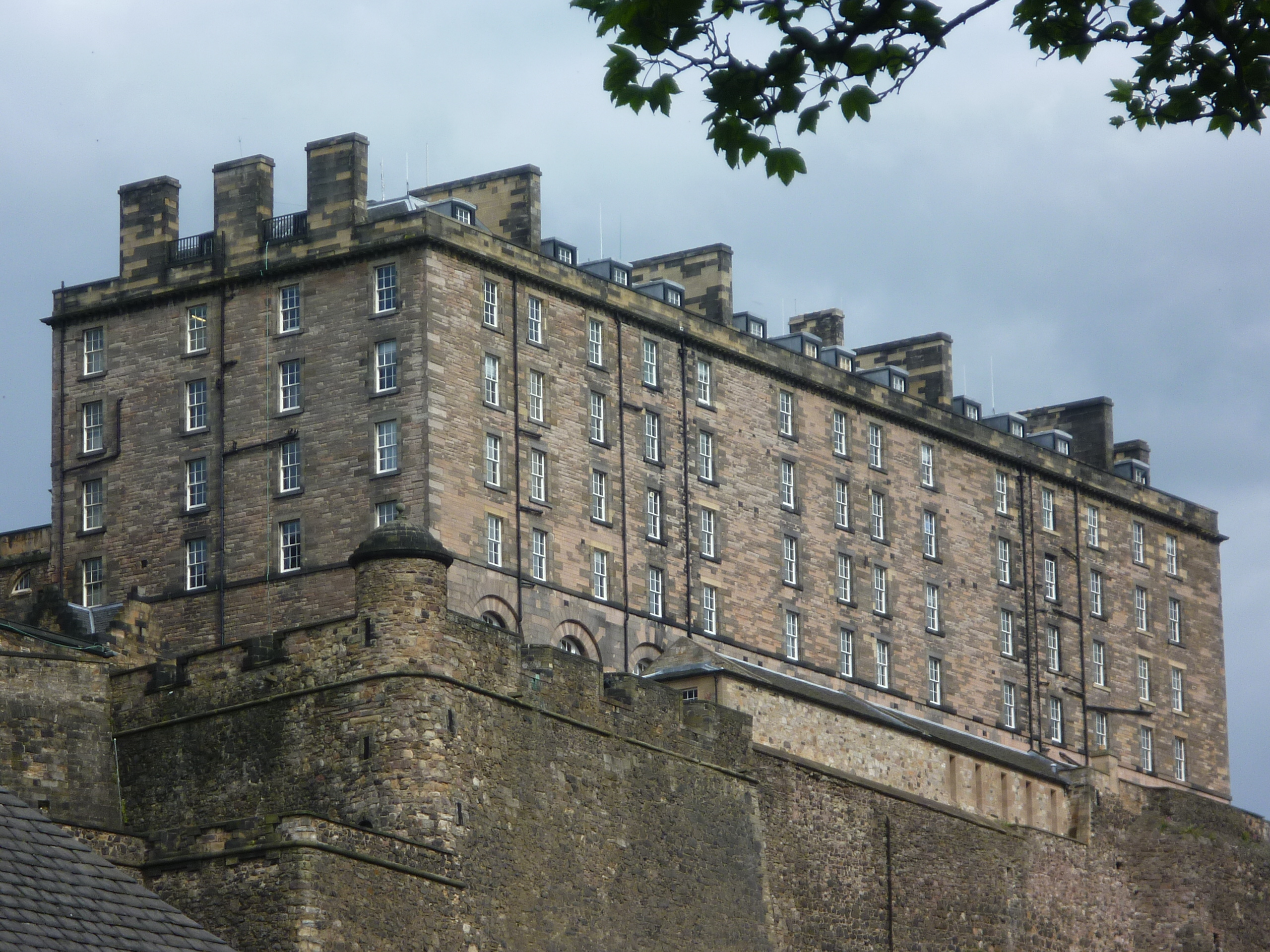
سربازخانه مربوطه به سده ۱۸ دوره جورج سوم در ادینبورگ

سربازخانه به ساختمانی گفته می‌شود که برای استقرار سربازها کاربرد دارد و معمولاً در پادگان‌ها یا مناطق نظامی قرار دارند تا بتوان شرایط و نظم نظامی را اجرا کرد.

از این مکان‌ها به عنوان آسایشگاه پرسنل وظیفه نیز یاد می‌شود و به مکانی گفته می‌شود که کلیهٔ پرسنل سربازان وظیفه نیروهای مسلح و نیروی انتظامی جهت استراحت در دوره خدمت ضرورت استفاده می‌کنند.
این ساختمان‌ها معمولاً کاربری خود را حفظ می‌کنند و در صورتی که در مناطق شهری بعد از گسترش شهرها قرار گیرند از آن‌ها برای کاربردهای دیگر مانند هتل یا مدرسه یا اداره استفاده می‌کنند.